# Obac del Castell
L'Obac del Castell és una obaga del terme municipal de Castell de Mur, dins de l'antic terme de Mur, però que s'estén fins a l'antic terme de Guàrdia de Tremp, al Pallars Jussà.
Es troba en territori de l'antic poble de Mur i del Castell de Guàrdia. Està situat al nord-est de Mur i de Collmorter i al nord del Castell de Guàrdia, a la dreta del barranc d'Arguinsola. El barranc de Collmorter davalla per aquest obac.